# Amtsgericht Jesberg
Das Amtsgericht Jesberg war bis 1968 ein Gericht der ordentlichen Gerichtsbarkeit mit Sitz in Jesberg im heutigen Schwalm-Eder-Kreis in Nordhessen.

## Geschichte
Seit dem Mittelalter bestand das Gericht Jesberg, das von 1241 bis 1586 kurmainzisch war und dann durch Vertrag und Kauf an Hessen-Kassel kam. Es befand sich in der Folge – wie bereits zu kurmainzischer Zeit – bis 1721 in Pfandbesitz verschiedener Adelsgeschlechter. Mit dem Tod des Ludwig Eitel von Linsingen (1655–1721), Obervorstehers der vier Hohen Hospitäler in Hessen, fielen das Gericht und die dazugehörigen Besitzungen an Landgraf Karl, der es 1723 als Herrschaft Jesberg seinem Sohn Maximilian gab. Als dieser 1753 hochverschuldet und ohne Söhne starb, kam es zu einem 15 Jahre dauernden Konkursverfahren, bis das Gericht dann 1768 endgültig an Landgraf Friedrich II. heimfiel. Es wurde zunächst dem Amt Borken zugeteilt, dann aber bereits 1770 dem Amt Schönstein unterstellt. Im Jahre 1791 wurde es gemeinsam mit dem Gericht Waltersbrück dem neugeschaffenen Amt Jesberg unterstellt.
Die Neuregelung des Justizwesens im Königreich Westphalen 1807 führte zu der Trennung von Rechtsprechung und Verwaltung. Der Kanton Jesberg war nun für die Verwaltung, das Friedensgericht Jesberg für die Rechtsprechung zuständig. Das Friedensgericht unterstand dem Distriktgericht Marburg, das für den Distrikt Marburg zuständig war.
Mit dem Ende des Königreichs Westphalen im Jahre 1813 wurde die Trennung von Rechtsprechung und Verwaltung rückgängig gemacht und das Kurfürstentum Hessen führte 1814 das Amt Jesberg wieder ein.

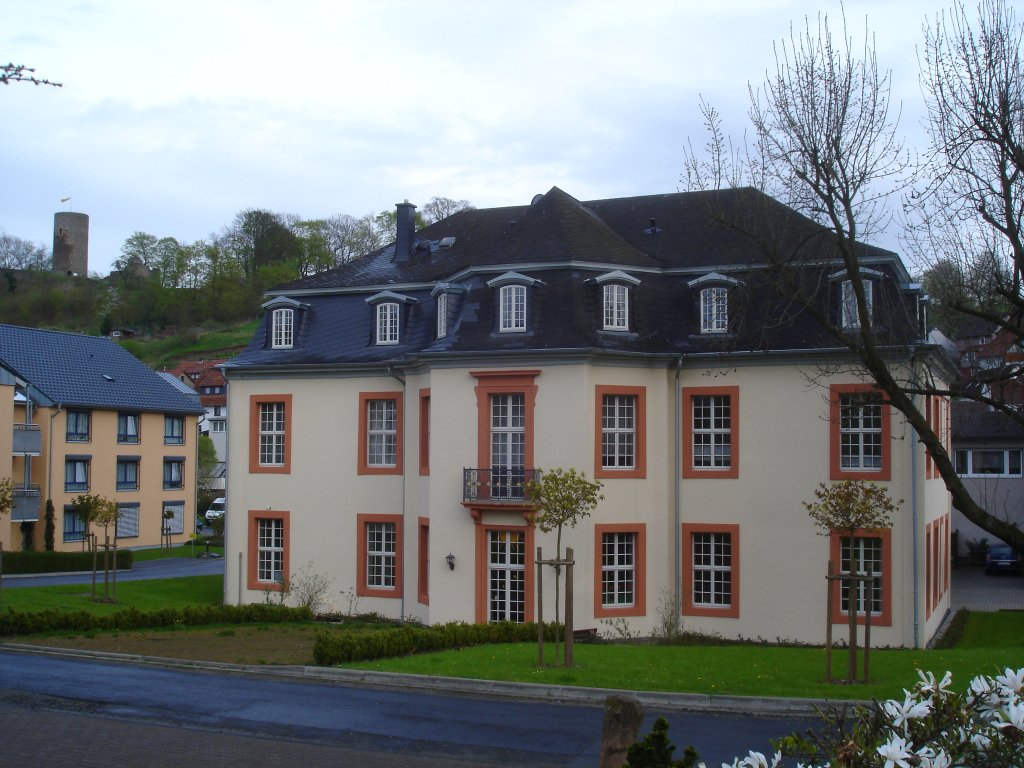
Schloss Jesberg, Sitz des ehemaligen Amtsgerichts

Mit Edikt vom 29. Juni 1821 wurden in Kurhessen Verwaltung und Justiz getrennt. Nun waren Justizämter für die erstinstanzliche Rechtsprechung zuständig, die Verwaltung wurde von neugebildeten Kreisen übernommen. Im Jesberg wurde das Justizamt Jesberg eingerichtet.
Nach der Annexion Kurhessens durch Preußen wurde das Justizamt 1867 zum königlich Preußischen Amtsgericht Jesberg.
Auch mit dem Inkrafttreten des Gerichtsverfassungsgesetzes blieb das Amtsgericht unter seinem Namen bestehen. Mit Kriegsbeginn 1939 wurde der letzte Amtsrichter zum Kriegsdienst eingezogen. Am 15. Juni 1943 wurde das Gericht vorläufig stillgelegt. Zweimal monatlich hielt das Amtsgericht Homberg (Efze) hier noch Gerichtstag. Im Jahre 1945 wurde das Gericht endgültig geschlossen.

## Gerichtsbezirk
Der Gerichtsbezirk des Justizamtes Jesberg umfasste die in der Tabelle genannten Ortschaften.
| 1821 | 1836 |
| --- | --- |
| 1. Jesberg 2. Betzigerode 3. Brünchenhain 4. Elnrode 5. Gilsa 6. Hundshausen 7. Nieder-Urff 8. Ober-Urff 9. Reptich 10. Römersberg 11. Schiffelborn 12. Schloss Löwenstein 13. Strang 14. Wenzigerode 15. Wickersdorf 16. Zimmersrode 17. Zwesten | 1. Jesberg 2. Betzigerode 3. Brünchenhain 4. Densberg 5. Dorheim 6. Ellnrode 7. Gilsa 8. Hundshausen 9. Nieder-Urff 10. Ober-Urff 11. Reptich 12. Schiffelborn 13. Schlierbach 14. Strang 15. Waltersbrück 16. Wenzigerode 17. Zimmersrode 18. Zwesten |

## Gebäude
Sowohl Justizamt als auch Amtsgericht nutzten jeweils das 1723 erbaute Schloss Jesberg als Sitz. Mit er Auflösung des Gerichtes 1945 ging das Gebäude an den Landkreis Fritzlar-Homberg über, der es als Altenheim nutzte. Es steht unter Denkmalschutz.

## Richter
Folgende Richter wirkten am Gericht:
- Justizbeamter Christian Karl Friedrich Wittig (1821–1831) (war vorher Amtmann im Amt Jesberg)
- Justizbeamter Wilhelm Giller (1831–1835)
- Justizbeamter Karl Kraushaar (1835–1847)
- Justizbeamter Georg Wilhelm Kulenkamp (1851–1858)
- Justizbeamter Jean André Reul (1858–1861)
- Justizbeamter Anton Eduard Wilhelm Hüpeden (1861–1867)
- Amtsrichter Gustav Ströber (1867–1874)
- Amtsrichter Schwarzkopf (1874–1878)
- Amtsrichter Julius Wachsmuth (1878–1895)
- Amtsrichter Knochenhauer (1895–1906)
- Amtsrichter Wilhelm Zuschlag (1906–1938) (ab 1914: Amtsgerichtsrat)
- Amtsgerichtsrat Looff (1938–1943) (Looff leistete ab 1939 Kriegsdienst und war nach dem Krieg am Amtsgericht Fritzlar tätig)